# Černolické skály
Černolické skály (též Čertovy skály) jsou skalní masív tvořený pevnými ordovickými křemeny, který se tyčí se nad obcí Černolice v okrese Praha-západ. Území se nachází v nadmořské výšce od 360 do 440 metrů. Skály jsou od roku 2002 chráněny jako přírodní památka s rozlohou přes 2,2 hektaru. Jsou to první horolezecké skály v Čechách. Na černolické skály vedou převážně výstupy lehké a střední obtížnosti pevným terénem, proto jsou také oblíbeným terénem horolezeckých škol a kurzů z Prahy a středních Čech.

## Historie
V minulém století prostor chráněného území sloužil jako pastviny dobytka či menší pole a sady. Od počátku 20. století byly skály jednou z prvních destinací horolezců mimo pískovcové skály. V roce 2002 byla lokalita vyhlášena jako přírodní památka. Od té doby na Černolických skalách probíhají redukční zásahy v podobě uvolňování skalních výchozů a sutí. Bylo též instalováno pruhové značení včetně cedulí se státním znakem vytyčující hranice chráněného území. V roce 2008 byla pod skalami směrem k obci zřízena informační tabule s historií a zajímavostmi obce Černolice i přilehlých skal.

## Přírodní poměry

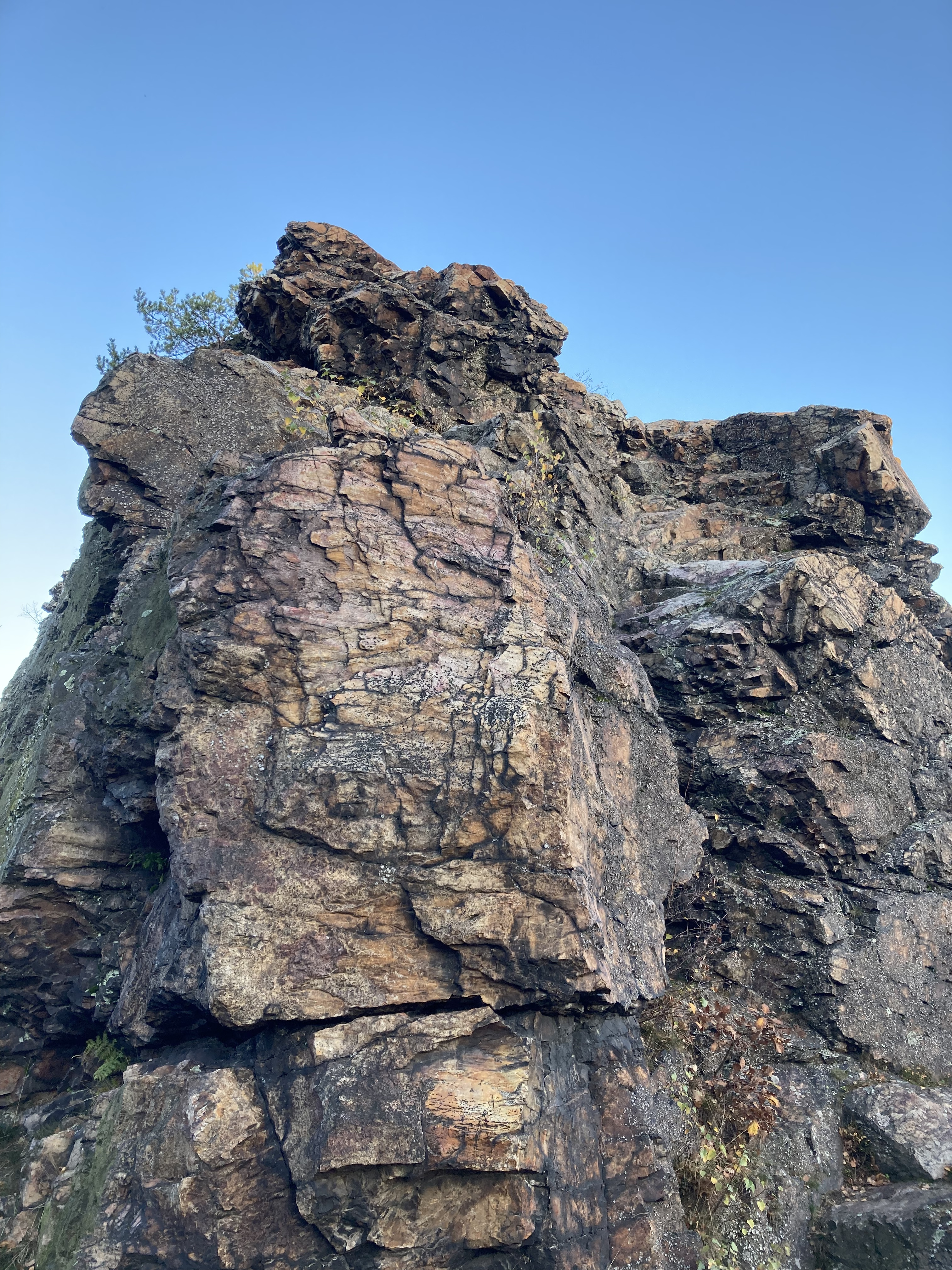
Skalní věž

### Geologie
Hlavní krajinnou dominantou chráněného území je výrazný skalní hřbet z řevnického křemence, spadajícího pod svrchně ordovický geomorfologický útvar. Řevnický křemenec je typickou horninou libeňského souvrství se vyznačuje tenkými sedimentačními vrstvami pískovce s občasnými vložkami břidlice. V jednotlivých sedimentačních vrstvách je patrný podíl úlomků fosilních mělkovodních živočichů, zejména trilobitů, konulárií a ramenonožců. Celý skalní masiv rozdělují příčné tektonické linie do tří větších a několik menších skalních celků. Celá oblast se začleňuje do geomorfologické jednotky Brdské Hřebeny a spadá pod geologicky významnou oblast Barrandien, jež je součástí Českého masivu.

### Flóra

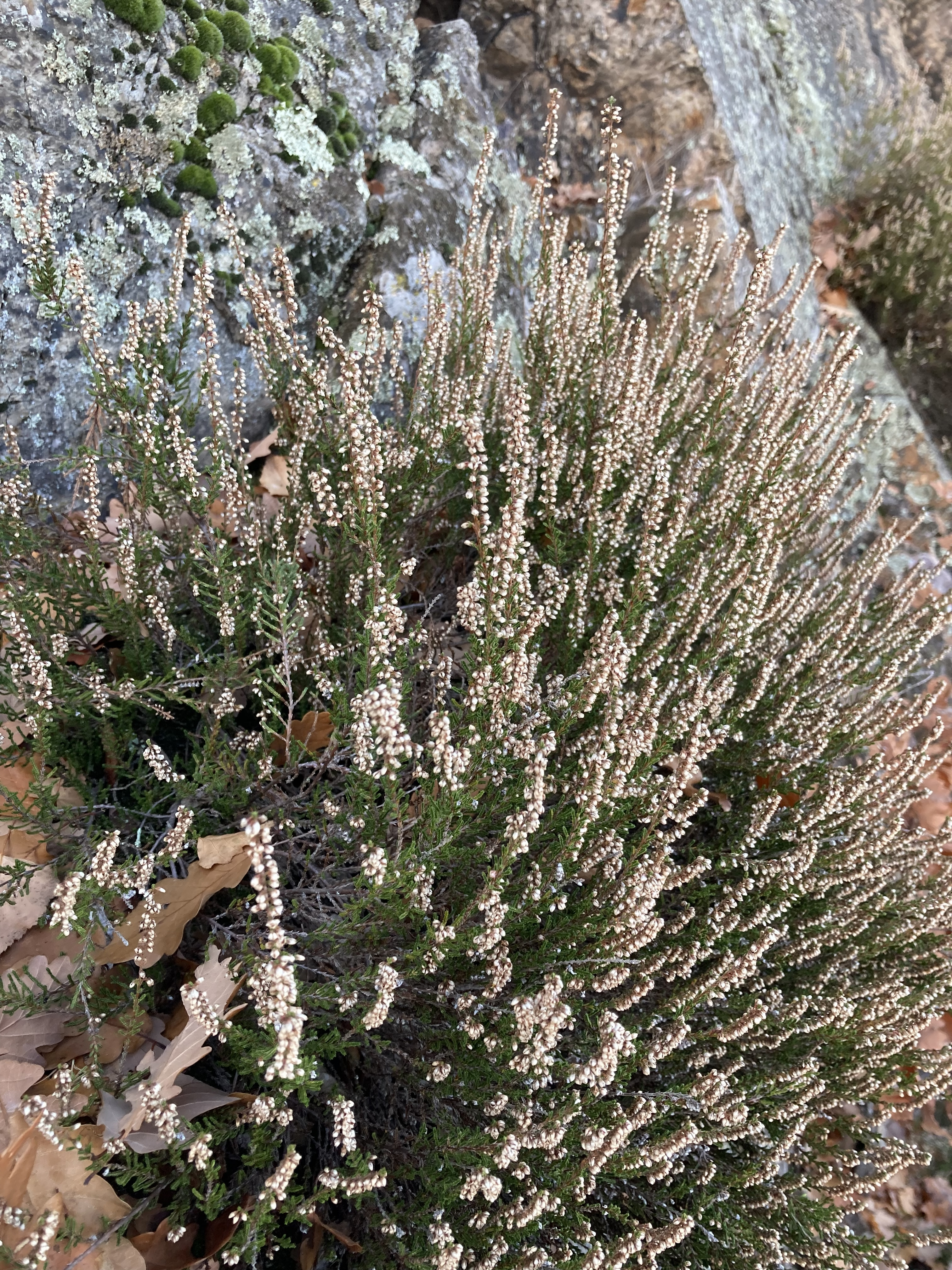
Vřes obecný

V okolí přírodní památky Černolické skály se vyskytuje několik druhů biotopů, z nichž nejvýznamnější zastoupení mají suché acidofilní doubravy, tvořené dubohabrovými porosty. Tyto doubravy se vyskytují zejména v severní části chráněného území. Ve skalních rozsedlinách s velmi nízkým procentem půdní hmoty roste štěrbinová vegetace silikátových skal a drolin, mezi jejíž typické zástupce zde patří vřes obecný (Calluna vulgaris) nebo kapraď samec (Dryopteris filix-mas). Skalní stěny pokrývají mechorosty a lišejníky. V jižní části území se vyskytují pionýrské dřeviny, které se zde náletově rozšířily, mj. bříza bělokorá (Betula pendula), jeřáb ptačí (Sorbus aucuparia) a topol osika (Populus tremula). Na území přírodní památky roste i biková doubrava.
Jedním z vzácných vyskytujících se druhů je zvonek jemný (Campanula gentilis) nebo pár jedinců česneku šerého horského (Allium senescens subsp. montanum). Další druhy rostoucí v oblasti mají původ z okolních přilehlých zahrádek, odkud se rozšířily výsadbou nebo zplaněním. Není náhodou, že jejich výskyt je hojný v místech, kam je vyvážen bioodpad. Jde zejména o sněženku podsněžník (Galanthus nivalis), orlíček obecný (Aquilegia vulgaris) či tis červený (Taxus baccata).

### Fauna
Kvůli poměrně malé rozloze území a absenci unikátních ekosystémů je poměrně obtížné zde pozorovat ochranářsky významné druhy živočichů. Ze zvěře spadající mezi ohrožené druhy dle červeného seznamu IUCN byl na lokalitě při monitoringu v minulých letech spatřen strakapoud malý (Dryobates minor) a mlok skvrnitý (Salamandra salamandra). Z kategorie téměř ohrožených je zaznamenán pravidelný výskyt slepýše křehkého (Anguis fragilis) a užovky obojkové (Natrix natrix).
Přírodní památka Černolické skály poskytují útočiště dalším běžně se vyskytujícím živočichům z řad bezobratlých, plazů, ptáků a drobných savců.

## Turistika

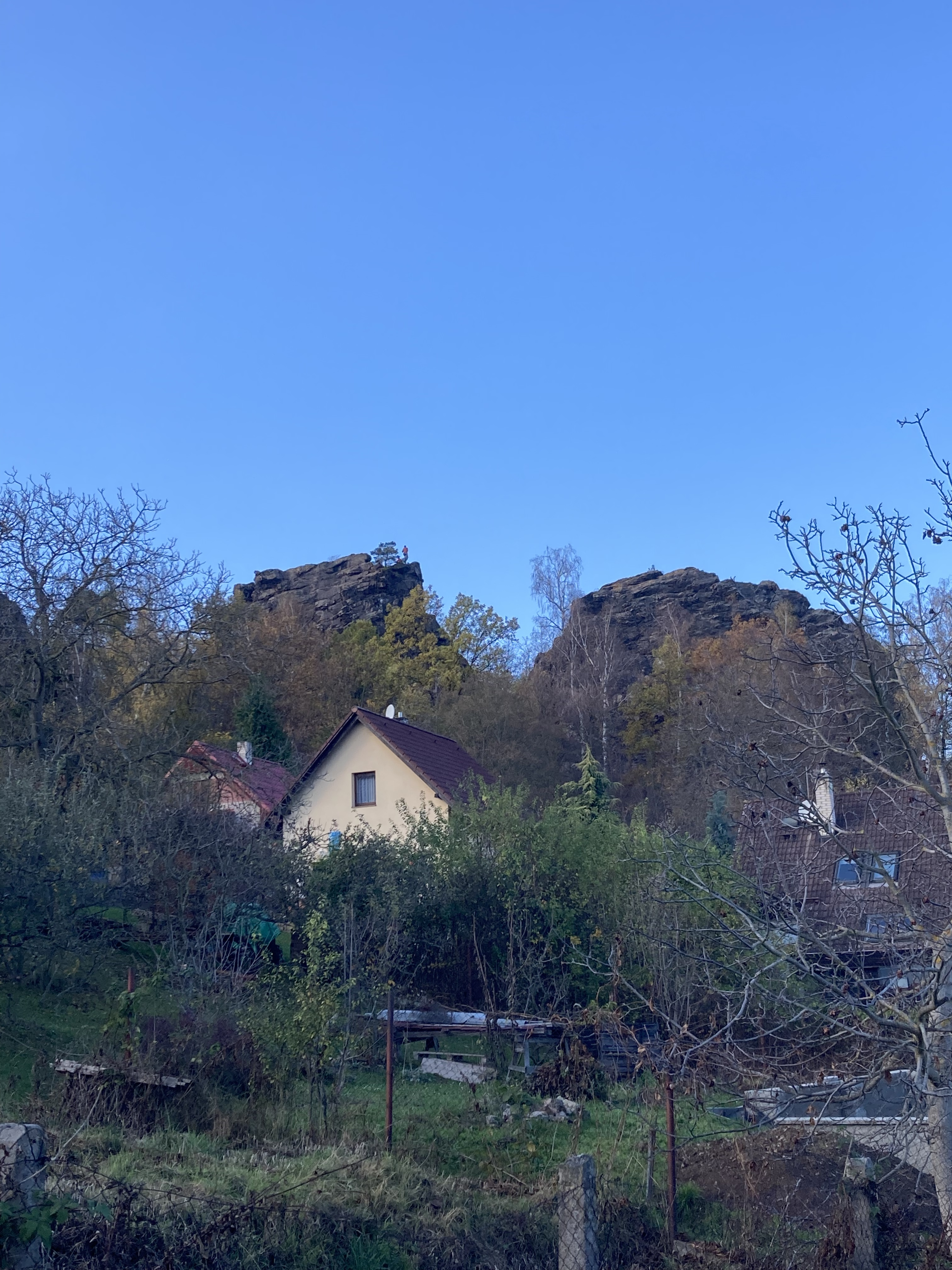
Pohled na skály z obce

Černolické skály jsou také oblíbenou destinací pěších výletů, neboť z vrcholku skal se návštěvníkům nabízí otevřený výhled na okolí brdské vrcholky či vysílač Cukrák. Přímo pod skalami prochází červeně značená pěší turistická trasa, vedoucí směr Jíloviště.

## Horolezectví
Černolické skály se řadí mezi populární lezecké lokace. V mnoha publikacích se traduje, že na Čertových skalách se lezlo již od roku 1904, ale toto datum nemá historické opodstatnění. Neexistuje k němu věrohodný zdroj. První písemná zpráva je z roku 1925, kdy časopis Zimní sport referuje o horolezeckém cvičení na zdejších skalách. Vedle Divoké Šárky v Praze jsou Čertovy skály u Černolic rodištěm nepískovcového lezení v Čechách. Skály s oblibou navštěvují lezecké školy a pořádají se zde kurzy lezení. 
Vede na ně 60 lezeckých cest a jejich variant lehké až střední obtížnosti.
Výška skal je do 30 metrů. Skalní stěny a hřebeny jsou členité, protínají je výrazné vertikální spáry a horizontální převisy. Na skalách bylo instalováno pouze nejnutnější fixní jištění, lezci proto musejí používat vlastní mobilní jištění. Místy není materiál pevný a je potřeba zvýšit opatrnost během výstupů.

## Galerie

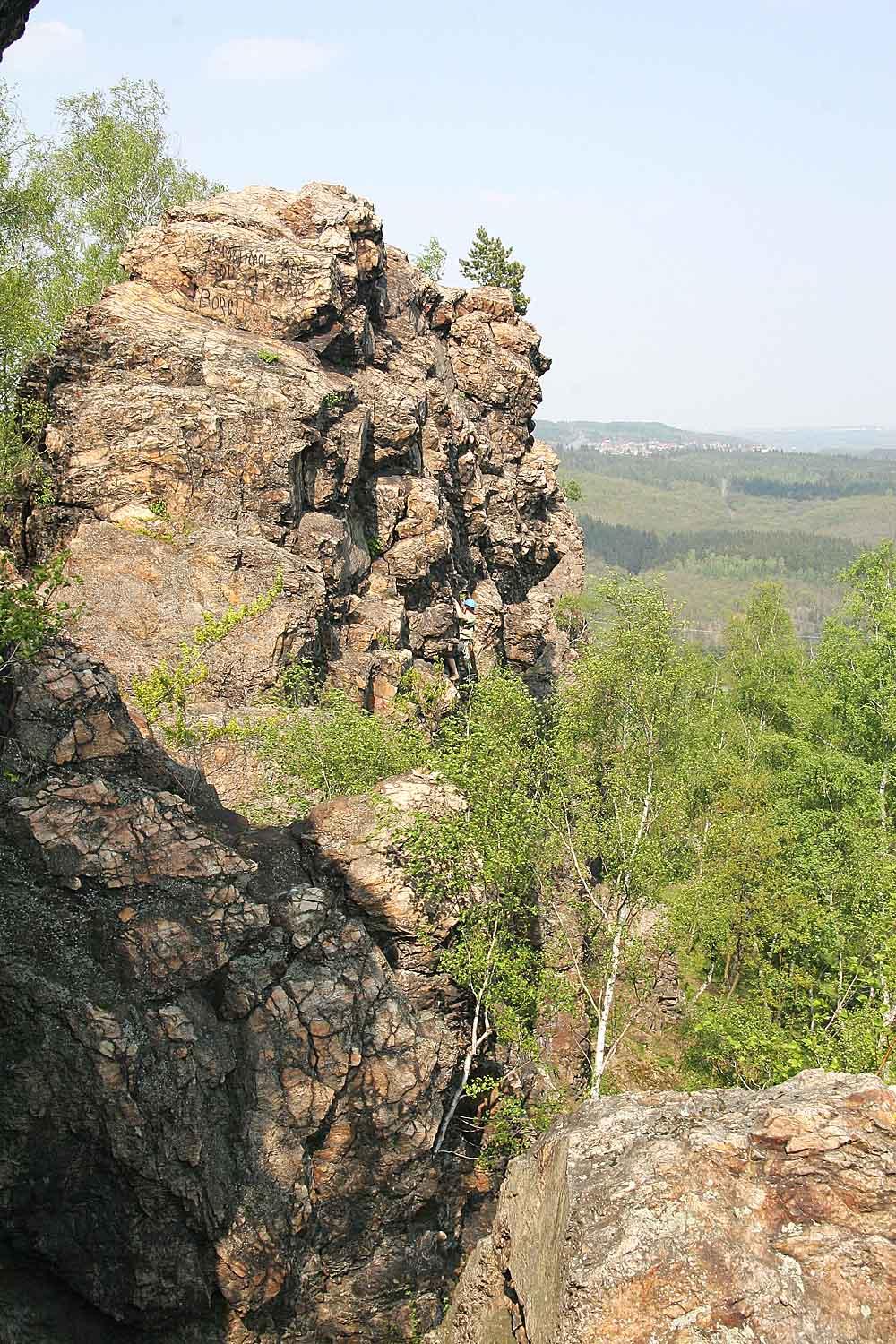
Černolické skály
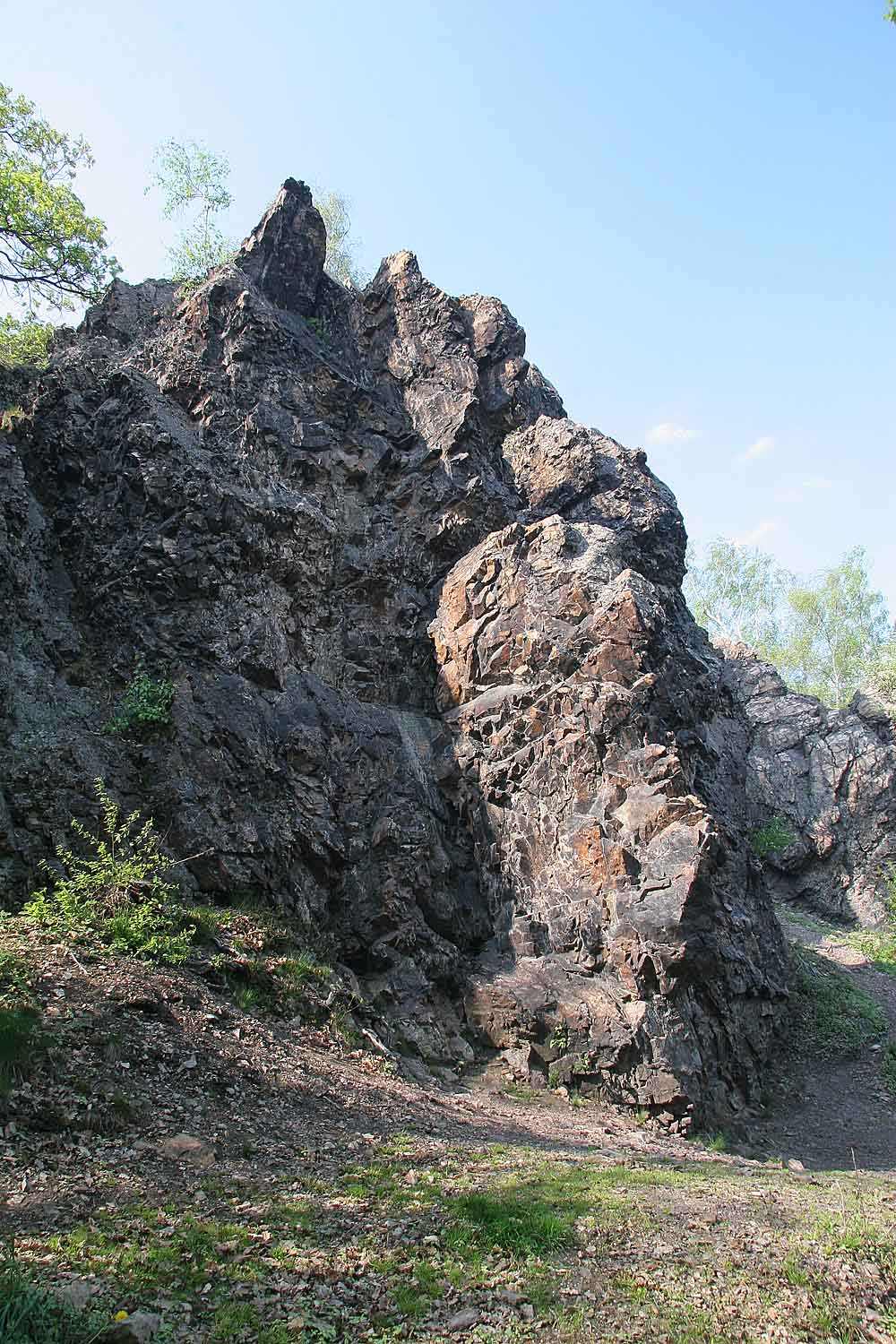
Černolické skály
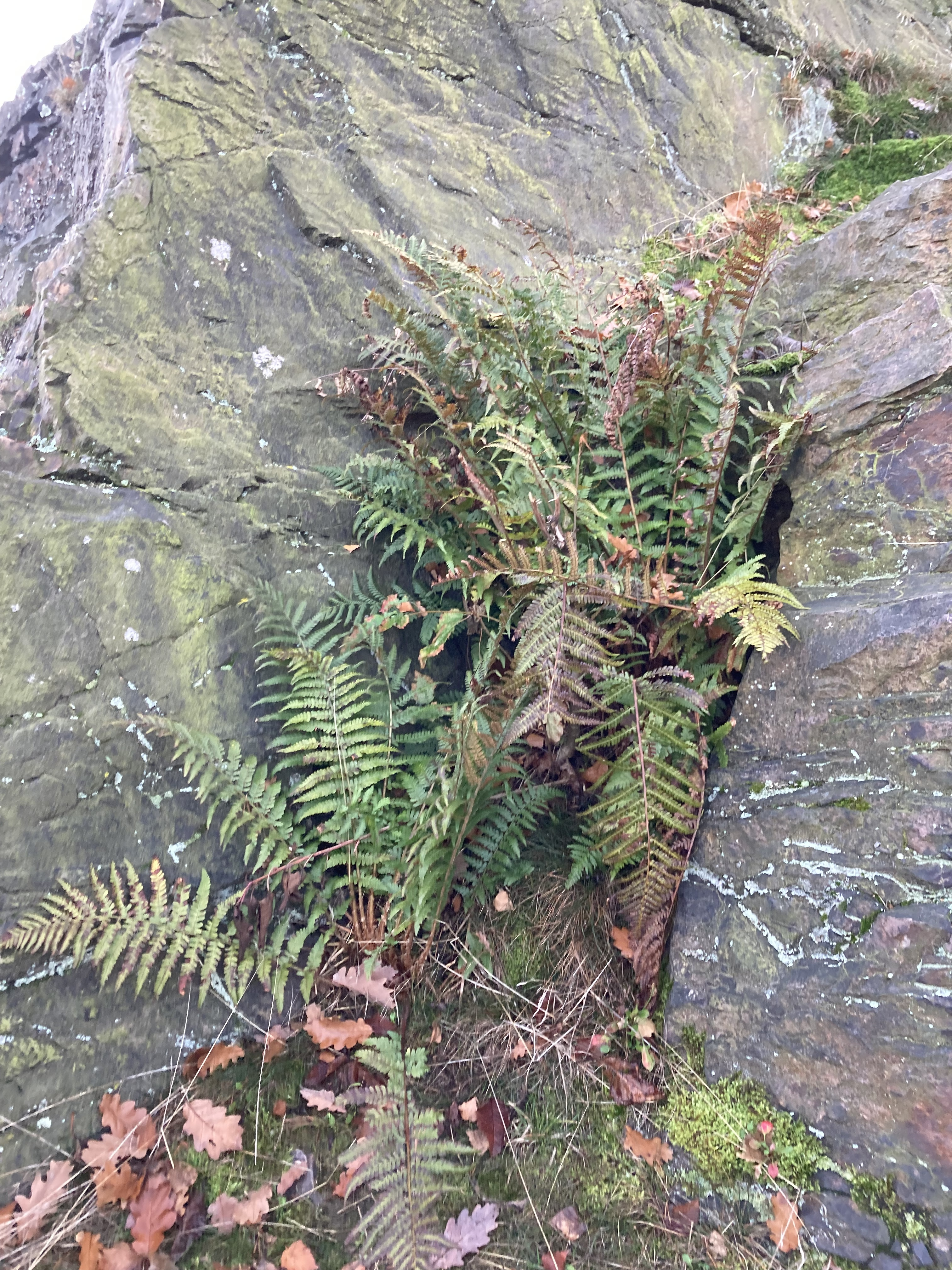
Kapraď samec
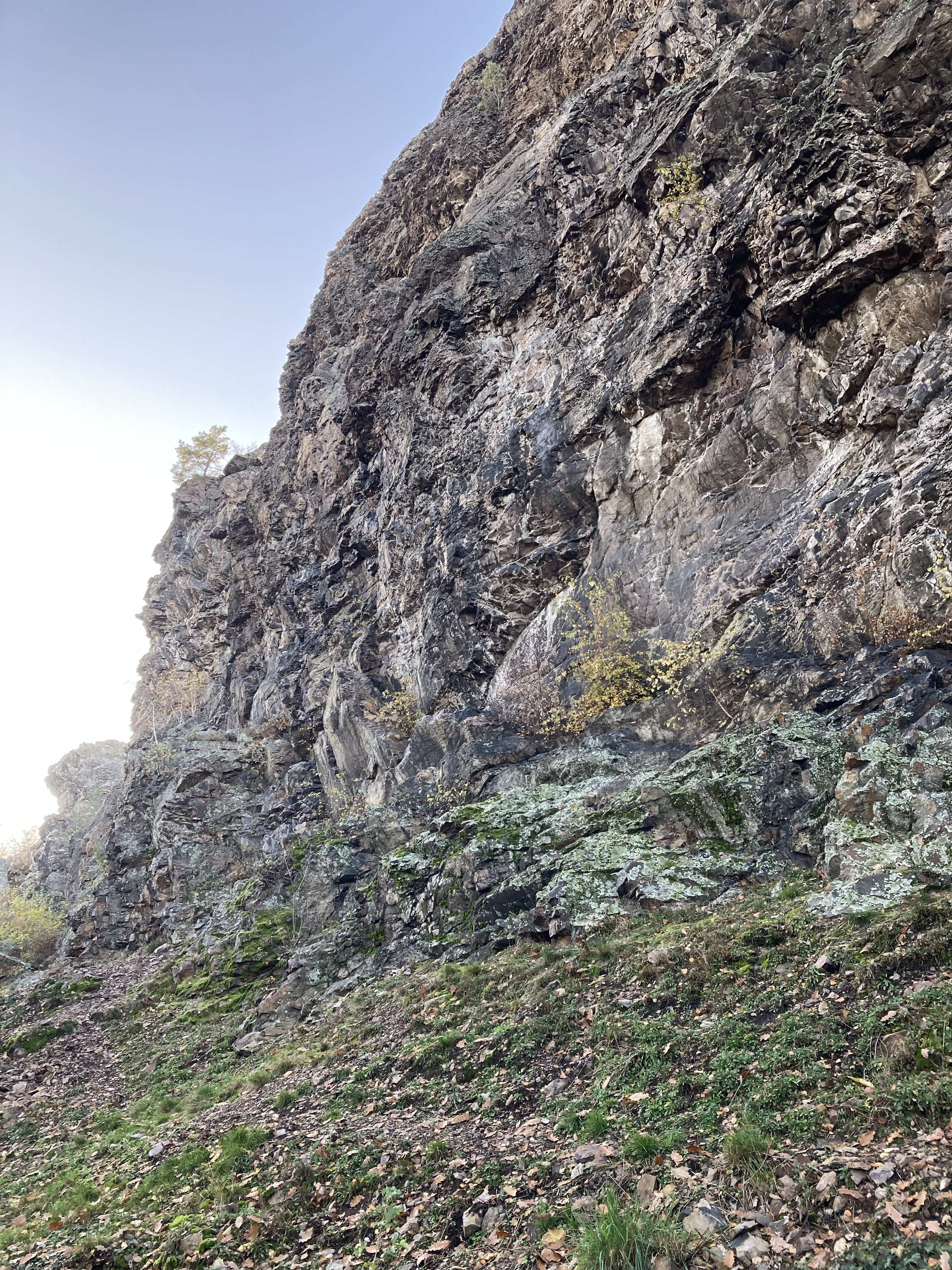
Skalní masiv